# Tricalysia elegans
Tricalysia elegans är en måreväxtart som beskrevs av Elmar Robbrecht. Tricalysia elegans ingår i släktet Tricalysia och familjen måreväxter. Inga underarter finns listade i Catalogue of Life.